# Eduard August Schroeder
Eduard August Schröder (25. května 1852 v Těšíně – 16. února 1928 v Českém Těšíně) byl právník, sociolog a knihkupec.
Byl představitelem rakouské národohospodářské školy a založil sociálněpolitický směr právního socialismu.
V roce 1880 inicioval v Těšíně výstavu 1. schlesische Gewerbe-, Industrie-, Land- und Forstwirtschaftliche Ausstellung. Aktivně vystupoval v protialkoholním hnutí.
Národnostně byl uvědomělým Němcem a vystupoval zejména proti polským národnostním snahám na Těšínsku. Po skončení 1. světové války usiloval o to, aby se Těšínsko stalo neutrálním samostatným státem pod protektorátem USA.
Napsal několik právnických a ekonomických spisů, zejména z oblasti hospodářského práva, obchodního práva a rybářství, např. Das Recht der Wirtschaft, kritisch, systematisch und kodifiziert (1896). Patřil ke kritikům psychiatrie - a to ve spisech Das Recht im Irrenwesen (1890) a Zur Reform des Irrenwesens (1891). Jeho právně-teoretický spis Das Recht der Freiheit (1901) byl přeložen do japonštiny a angličtiny a názorově ovlivnil Woodrowa Wilsona.
Skládal též příležitostné básně, z nichž popularitu si získala zejména píseň Mein Schlesien.